# ラインアンドスタッフ
ライン・アンド・スタッフ (line and staff) は、組織形態の一種。もと軍事用語であり、ラインは現場の兵科将兵、スタッフは参謀の意。
ライン部門（ライン・ファンクション）とスタッフ部門（スタッフ・ファンクション）という言い方もする。

## 概要
ラインとは業務の遂行に直接かかわるメンバーで、階層化されたピラミッド型の命令系統を持つ。それに対しスタッフは、専門家としての立場からラインの業務を補佐するが、ラインへの命令権を持たない。
元来は軍隊で生まれたモデルで、軍隊ではスタッフのことを参謀と呼ぶ。
ラインのみからなる組織に比べ指揮官が過負荷になりにくく、またライン的な命令系統を保ったまま専門的な助言を生かせる。欠点としては、ラインとスタッフのバランスが難しく、互いの職能への介入や対立を招きやすいなどがある。
組織論においては、ライン・アンド・スタッフ型組織において、実務を担当するラインに対し補佐的な役目をスタッフと呼ぶ。これは軍隊の参謀（スタッフ）を一般化した概念である。企業では、ラインは商品を直接製作・販売・営業するのに対し（購買物流、経理事務等のサービス部門もラインに含まれる）、スタッフはその商品の企画や、購買層の調査、それによって得られた情報アドバイス、計数管理、人事、法務、総務等を行い、または直接的な制作の補佐や助言をする。会社の規模が大きくなってくるとスタッフが必要となるが、通常、スタッフ部門はライン部門から独立しており、また、両部門の関係は対等なものである。利益を生み出すプロフィット部門(ライン部門)に対してノンプロフィット部門(スタッフ部門)と呼ばれる。